# Carl Ziemann
Carl Bogislaus Ferdinand Albert Ziemann (* 8. November 1825 in Bottmersdorf (Landkreis Börde); † 19. Oktober 1906 in Osnabrück) war ein deutscher Forstmeister und Abgeordneter des Kurhessischen Kommunallandtages Kassel.

## Leben
Carl Ziemann war der Sohn des Predigers Johann Heinrich Ziemann und dessen Ehefrau Dorothee Wilhelmine Witzenhausen. Er erlernte den Beruf des Försters und war, bevor er 1869 nach Kassel kam, Oberförster in Peisterwitz im Regierungsbezirk Breslau. Im hessischen übernahm er die Forstinspektion Treysa und war als Forstmeister im Rang eines Regierungsrats tätig.
1878 erhielt er einen Sitz im Kurhessischen Kommunallandtag des preußischen Regierungsbezirks Kassel. Hier vertrat er die Interessen der Staatsdomänen. 1885 verließ er das Parlament, als er nach Osnabrück verzog und eine Stelle als Oberforstmeister antrat.